# Park Narodowy „Synewyr”

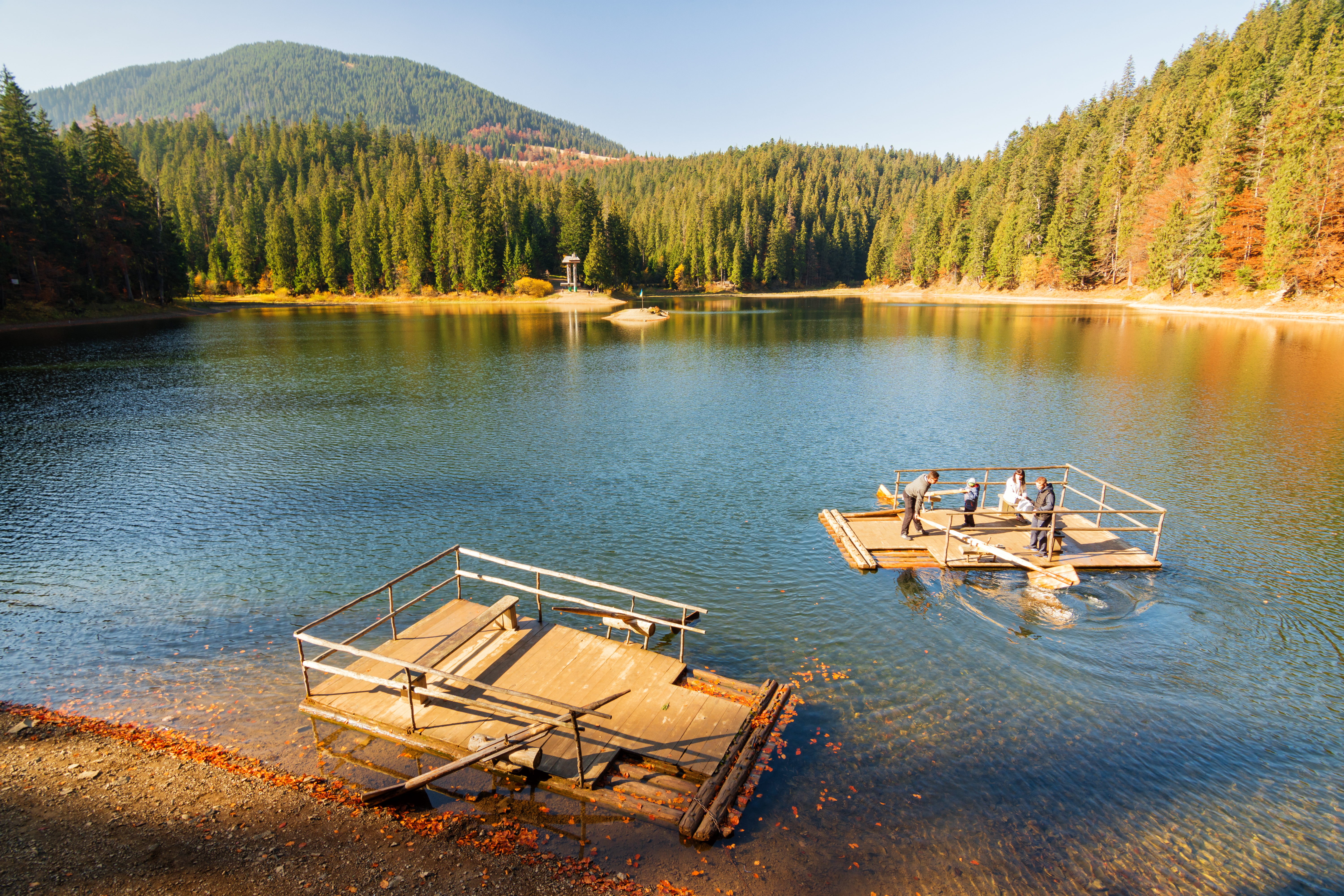
Jezioro Synewyr

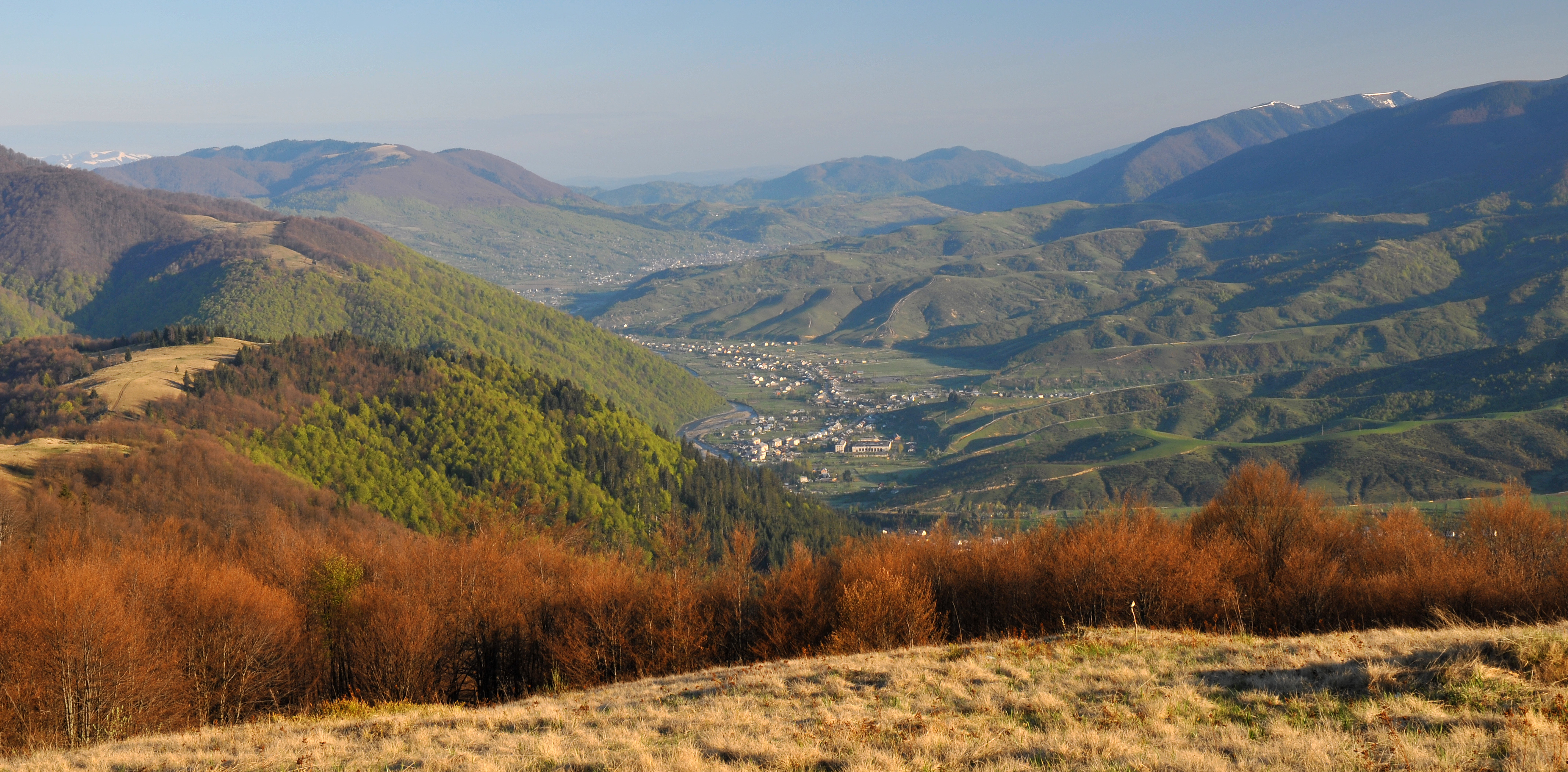
Dolina Terebli

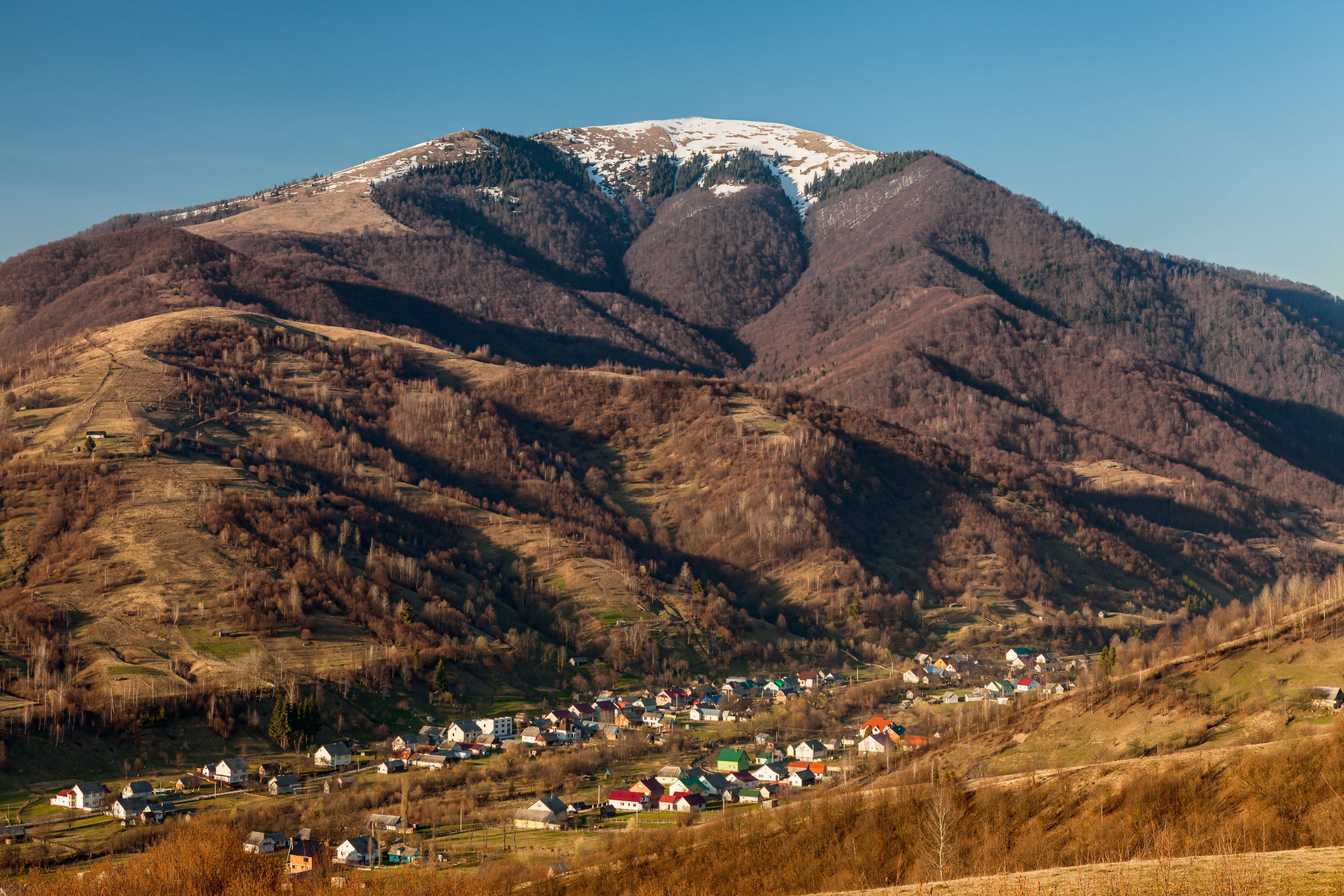
Szczyt Darwajka ponad Kołoczawą

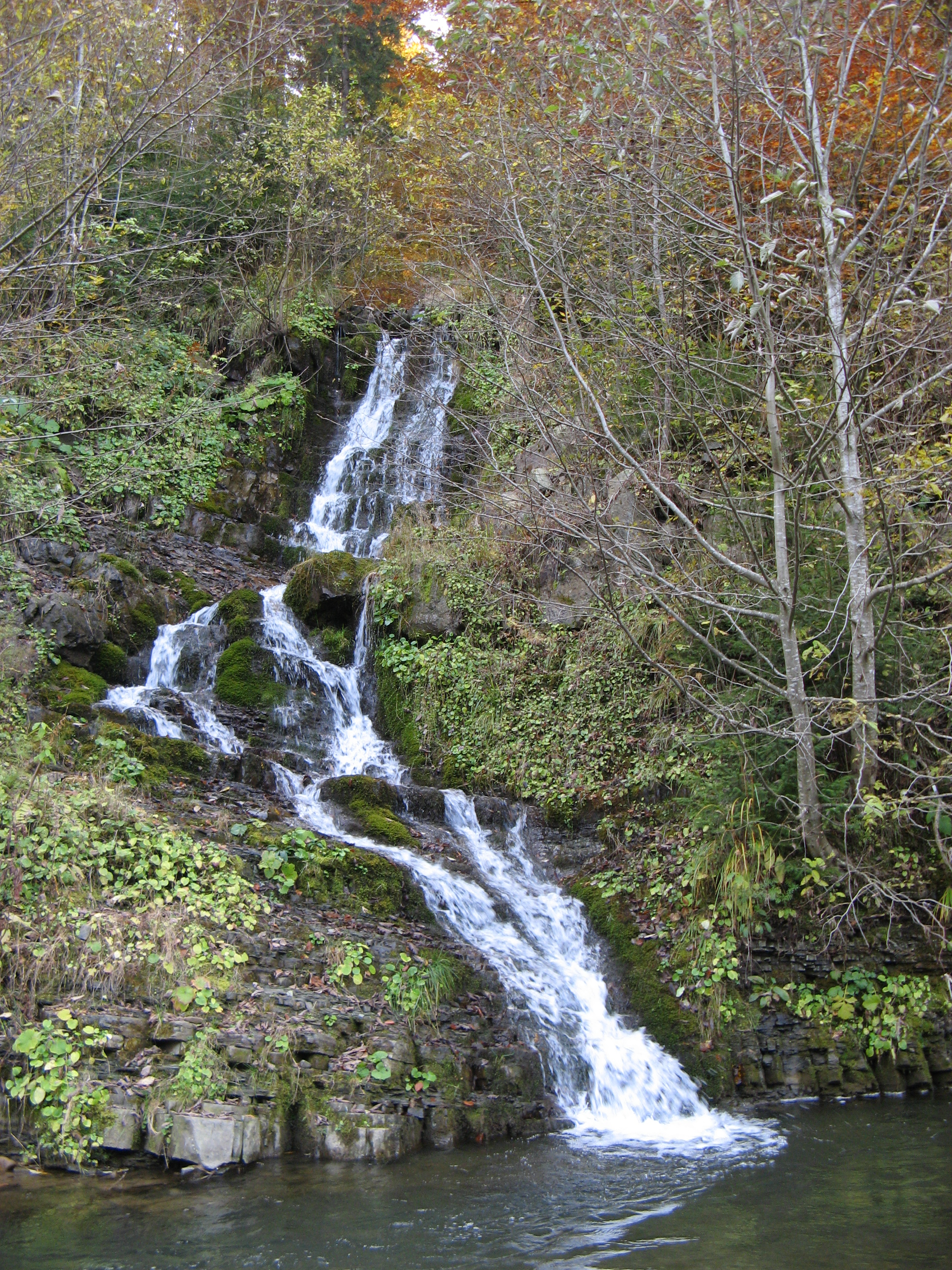
Wodospad Kamjanka

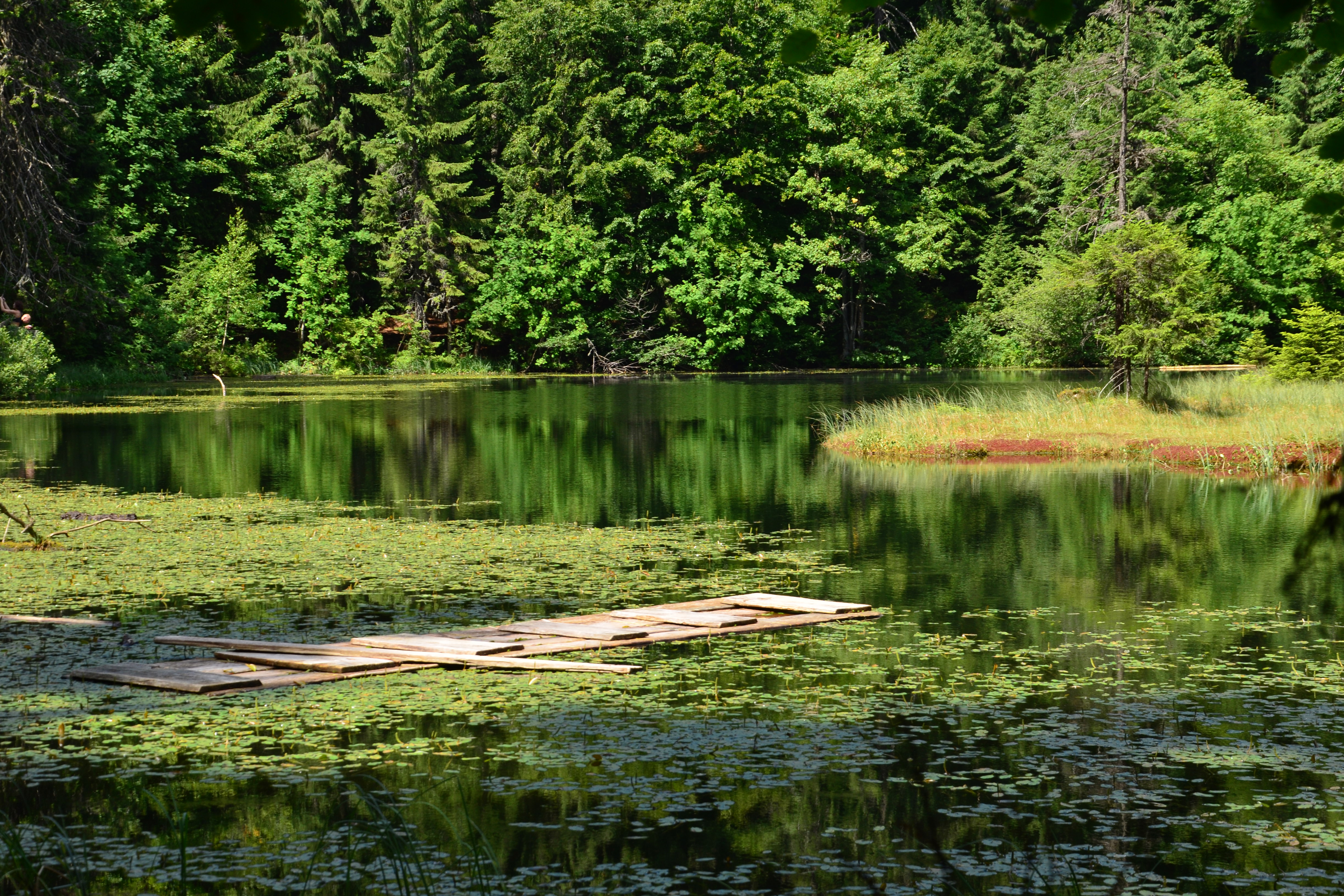
Jezioro Ozirce

Park Narodowy „Synewyr” (ukr. Національний природний парк «Синевир», Nacionalnyj pryrodnyj park „Synewyr”) – ukraiński park narodowy położony na południowo-zachodnich stokach Gorganów. Znajduje się na terytorium rejonu chuściańskiego w odwodzie zakarpackim. Władze parku „Synewyr” mają swoją siedzibę we wsi o tej samej nazwie, w przysiółku Ostriky. Pod względem daty powołania jest to trzeci park narodowy na terenie obecnej Ukrainy (po Karpackim i Szackim).
Zgodnie z ukraińską regionalizacją fizyko-geograficzną, terytorium parku znajduje się na obszarze dwóch regionów: Karpat Wododziałowo-Wierchowińskich (Gorgany Wewnętrzne – większa część powierzchni – i Pasmo Wołowieckie) oraz Karpat Połonińsko-Czarnohorskich (Pasmo Połonińskie). Wysokość bezwzględna wymienionych pasm nie schodzi poniżej 900 m n.p.m. Najwyższy punkt na terenie parku stanowi szczyt Strymba (1719 m n.p.m.), najniższy zaś to koryto rzeki Terebla (ok. 550 m n.p.m.). Rzeka ta stanowi też najważniejszy w okolicy ciek odwadniający także Synewyr, największe naturalne jezioro górskie na Ukrainie.
Z punktu widzenia geobotaniki Park Narodowy „Synewyr” leży w Europejskim Obszarze Lasów Liściastych, Karpacko-Alpejskiej Prowincji Górskiej, Podprowincji Wschodniokarpackiej, wreszcie w Werchowińsko-beskidzkim okręgu lasów dębowo-bukowych, jodłowo-świerkowych i poleśnych łąk.

## Historia
Tereny Rusi Podkarpackiej w początkach XIX wieku, pozostające wówczas pod panowaniem austriackim, poddane były intensywnemu wyrębowi lasów dla potrzeb przemysłu drzewnego. Choć zjawisko to w nieco mniejszym stopniu dotknęło dolinę rzeki Terebli, to jednak przez kolejne dekady tereny te nie doczekały się ochrony prawnej.
W 1966 roku opublikowano kompleksowe opracowanie naukowe stanowiące podwaliny pod przyszły park narodowy. Pierwszym przejawem zmiany podejścia władz państwowych było z kolei powołanie w 1972 roku 25-hektarowego rezerwatu ichtiologicznego „Kantyna” obejmującego teren sztucznego zbiornika wodnego powstałego po przegrodzeniu rzeki Czornej (tamę w 1998 roku zerwała katastrofalna powódź). Dwa lata później utworzono rezerwat krajobrazowy o znaczeniu państwowym „Ozero Synewyr” (960 ha), a następnie w 1980 i 1983 kolejne dwa rezerwaty tej samej rangi – odpowiednio botaniczny „Hłuchania” (obejmujący tereny podmokłe; według różnych źródeł 17 lub 23,1 ha) i leśny „Kamjanka” (tereny zajmowane przez gołoborza, pasmo kosodrzewiny i buczyny; 328 ha). W kolejnym roku utworzono rezerwat hydrologiczny lokalnego znaczenia „Ozirce” obejmujący 322,2 ha wokół jeziora o tej samej nazwie. Dodatkowo powołano też pomnik przyrody lokalnego znaczenia „Mineralni dżereła”.
Wreszcie na mocy rozporządzenia Rady Ministrów Ukraińskiej Socjalistycznej Republiki Radzieckiej z 5 stycznia 1989 roku utworzono Park Narodowy „Synewyr”. Objął on początkowo obszar 40 400 ha (404 km²) na terenie państwowych przedsiębiorstw leśnych (27 208 ha) oraz kołchozów (13 192 ha), z północną granicą opierającą się o główny grzbiet Karpat (Gorgan Wyszkowski). W 2009 roku na mocy ukazu prezydenta w jego granice włączono położone w południowej części tereny należące do leśnictwa Chust o powierzchni 2304 ha (23,04 km²). W 2019 roku obszar parku raz jeszcze powiększono. Zgodnie z ukazem prezydenta w skład parku wszedł niewielki teren należący do leśnictwa Miżhirja (377,8 ha; 3,78 km²). Po wymienionych zmianach terytorium parku obejmuje łącznie 43 081,8 ha (430,82 km²), z czego 13 192 ha pozostaje w użytkowaniu podmiotów innych niż Park.
Od 2003 roku Park znajduje się na liście konwencji z Ramsar, a od 2017 – UNESCO. W 2008 roku „Synewyr” znalazł się na liście Siedmiu Cudów Natury Ukrainy.

## Ochrona przyrody
Na terenie Parku wyznaczono cztery strefy różniące się między sobą stopniem ochrony przyrody a także formami dopuszczalnych i zabronionych aktywności (do stref tych nie zaliczają się tereny pozostawione we władaniu podmiotów trzecich). „Strefa ochrony ścisłej” tworzy zwarty obszar w północno-wschodniej części parku (17% terenów pod zarządem Parku, 5840 ha). Na terenie tym „zabronione są wszelkie działania gospodarcze i takie, które są sprzeczne z przeznaczeniem strefy, bądź zakłócają naturalny rozwój procesów i zjawisk lub stwarzają zagrożenie szkodliwego wpływu na jej naturalne kompleksy i obiekty”. Ponad połowę powierzchni stanowi „strefa rekreacji regulowanej”, gdzie  dozwolony jest krótkotrwały pobyt, w szczególności w miejscach o szczególnych walorach widokowych (turystyka) (62%, 21 377 ha). Kolejno ok. 8 ha (mniej niż 1% powierzchni) stanowi „strefa rekreacji stacjonarnej” (prowadzenie punktów oferujących noclegi, pól namiotowych, obiektów gastronomicznych). Wreszcie 21% terenów (7390 ha) znajduje się w „strefie ekonomicznej”, w której dozwolone jest prowadzenie działalności gospodarczej zgodnej z polityką Parku.
Terytorium parku podzielone jest na osiem okręgów badawczych: Synewyrśko-Polanśke, Ostrićke, Czornorićke, Synewyrśke, Nehrowećke, Kołoczawśke, Kwasowećke, Wilszanśke.
Fragmenty terytorium Parku zostały ujęte na liście UNESCO jako cenne pierwotne lasy bukowe (2865 ha), zaś niewielki obszar mokradeł o powierzchni 29 ha objęty jest ochroną w myśl konwencji ramsarskiej.

## Flora
Flora Parku typowa jest dla Karpat Wschodnich. Odnotowano tam występowanie 890 gatunków roślin naczyniowych (w tym 6 gatunków widłaków, 4 skrzypów, 10 paproci, 6 nagonasiennych, 864 okrytonasiennych; należących w sumie do 398 rodzajów, 104 rodzin i 5 rzędów) a także 735 gatunków roślin nienaczyniowych. Spośród nich 133 gatunki uznawane są za rzadkie, a siedem lokalnie za krytycznie zagrożone (Aquilegia nigricans, Carduus kerneri, gnieźnik sercowaty, ozorka zielona, Phyteuma confusum, widliczka ostrozębna, widłaczek torfowy). 64 gatunki zostały wpisane do Czerwonej Księgi Ukrainy, 1 do załącznika do konwencji berneńskiej (dzwonek rozłogowy), 1 na Europejską Czerwoną Listę (widlicz Isslera). Dwa spośród wymienionych wcześniej gatunków (ozorka zielona i zerwa Phyteuma confusum) po raz pierwszy na terenie Ukrainy zostały zaobserwowane właśnie na terenie Parku Narodowego „Synewyr”. Ponadto 34 gatunki uznaje się za endemity i subendemity Karpat, wśród nich sześć jest unikatowych w skali lokalnej: dzwonek rozłogowy, chaber karpacki, chaber marmaroski, jastrun okrągłolistny, jaskier karpacki, lepnica rozdęta. Dodatkowo notuje się występowanie m.in. krokusa karpackiego czy lilii złotogłów.
Spośród mchów jako wpisane do Czerwonej Księgi Ukrainy wskazuje się torfowiec pierzasty, wśród porostów – granicznik płucnik, natomiast wśród grzybów – borowik ciemnobrązowy, masłoborowik królewski, dwupierścieniak cesarski, mleczaj czerwieniejący. Mech bezlist okrywowy ujęty jest na Europejskiej Czerwonej Liście oraz w załączniku do konwencji berneńskiej.
Na terenie Parku zaobserwować można występowanie pięter roślinności. Większa część powierzchni Parku Narodowego „Synewyr” znajduje się w pasie lasu górskiego. Dolne piętro (do wysokości ok. 700 m n.p.m.) tworzą cenne lasy bukowe, których dwa fragmenty: Darwajka i Strymba oraz Kwasoweć i Wilszany trafiły na listę UNESCO. W okolicy górnej granicy występowania buka rośnie on łącznie z grabem i leszczyną. Na górnym skraju buczyn znajdują się pasy lasu jaworowego, z kolei w pobliżu cieków wodnych notowane są zarośla olszy szarej. W piętrze tym typowe gatunki  rosnące w runie to żywiec gruczołowaty, przytulia wonna, szczawik zajęczy, gajowiec żółty, wietlica samicza i nerecznica samcza.
Górne piętro lasu zdominowane jest przez lasy świerkowe i – w mniejszym stopniu – jodłowe. Około 1000 m n.p.m. świerk występuje razem z jodłą, jaworem, bukiem (ten miejscowo nawet do 1400 m n.p.m.) i jesionem, zaś w pasie ok. 1100–1500 m n.p.m. – zwykle w formie monokultury. W runie znaleźć można szczawik zajęczy, trzcinnik leśny, borówkę czarną oraz mchy widłoząb miotlasty, rokietnik pospolity, płonnik pospolity, płonnik cięty.
Powyżej granicy lasu rozciąga się strefa subalpejska ze znacznymi połaciami porośniętymi przez kosodrzewinę (strefa tzw. krzywulców, karłowatych drzew o wysokości 1–2,5 m, od połoniny Horb po Wielki Gorgan; 1400–1600 m n.p.m.). Niewielkie obszary porasta też olsza zielona (tereny o większej wilgotności), jałowiec syberyjski (zgrupowania blisko granicy lasu, suche tereny około 1500 m n.p.m.) i jagody.
Kolejną powszechną formacją są subalpejskie łąki poleśne z typowymi gatunkami takimi jak bliźniczka psia trawka, śmiałek darniowy, kostrzewa czerwona czy mietlica pospolita. Znaczne obszary w wyższych partiach zajmują połoniny, jednak często spotykane są też murawy bliźniczkowe (psiary) o ubogim składzie gatunkowym – występujące na różnych wysokościach i na stokach o różnym nachyleniu.
Punktowo występujące tereny podmokłe cechują się całkowicie odrębnymi zbiorowiskami roślinnymi. Największą ich część zajmują torfowiska oligotroficzne położone na obszarach leśnych: Hłuchania (17 ha) i zarastające Zamszatka (4,2 ha), na których gatunki dominujące to wełnianka pochwowata oraz torfowiec czerwonawy. Mniejszy obszar zajmują torfowiska mezotroficzne (fitocenozy turzycowo-torfowcowe; np. turzyca dzióbkowata) i eutroficzne (grupy turzycowo-mszyste; turzyca pospolita). Do typowych gatunków terenów podmokłych zaliczyć należy także rosiczkę okrągłolistną oraz żurawinę drobnoowocową.
Na terytorium parku wyróżnia się kilkanaście cennych zbiorowisk roślinnych wpisanych do Zielonej Księgi Ukrainy. Są to: buczyna (Fageta sylvaticae) – z podtypami zdominowanymi w warstwie runa przez miesiącznicę trwałą, lulecznicę kraińską, języcznik zwyczajny albo czosnek niedźwiedzi; nadrzeczna olszyna górska (Аlnеta incanae) na odseparowanych terenach wzdłuż cieków wodnych – z występującym w runie piuropusznikiem strusim bądź czosnkiem niedźwiedzim; bory świerkowe (Piceeta abietis); zbiorowiska świerczyny z kosodrzewiną (Piceeta (abietis) pinetosa (mugi) – rzadko występująca formacja na pograniczu lasu i piętra subalpejskiego); zbiorowiska świerczyny z jałowcem syberyjskim (Piceeta (abietis) juniperosa (sibiricae)); szeroko rozprzestrzenione zarośla kosodrzewiny (Pinetum mugo (carpaticum)); podzespół zarośli jarzębinowych z olszą zieloną (Sorbeto (aucupariae)-Duschekieta (viridis)); zbiorowiska kosówkowo-bagienne (Pineto (mugi)-Sphagneta); zbiorowiska bagnicy torfowej i torfowców (Scheuchzerieto (palustris)-Sphagneta), w tym z turzycą bagienną (Cariceto-Scheuchzerieto (palustris)-Sphagneta); formacja świerkowo-torfowcowa (Sphagneta depressipiceetosa) oraz zbiorowiska rdestnicy alpejskiej (Potamogetoneta alpine)

## Fauna

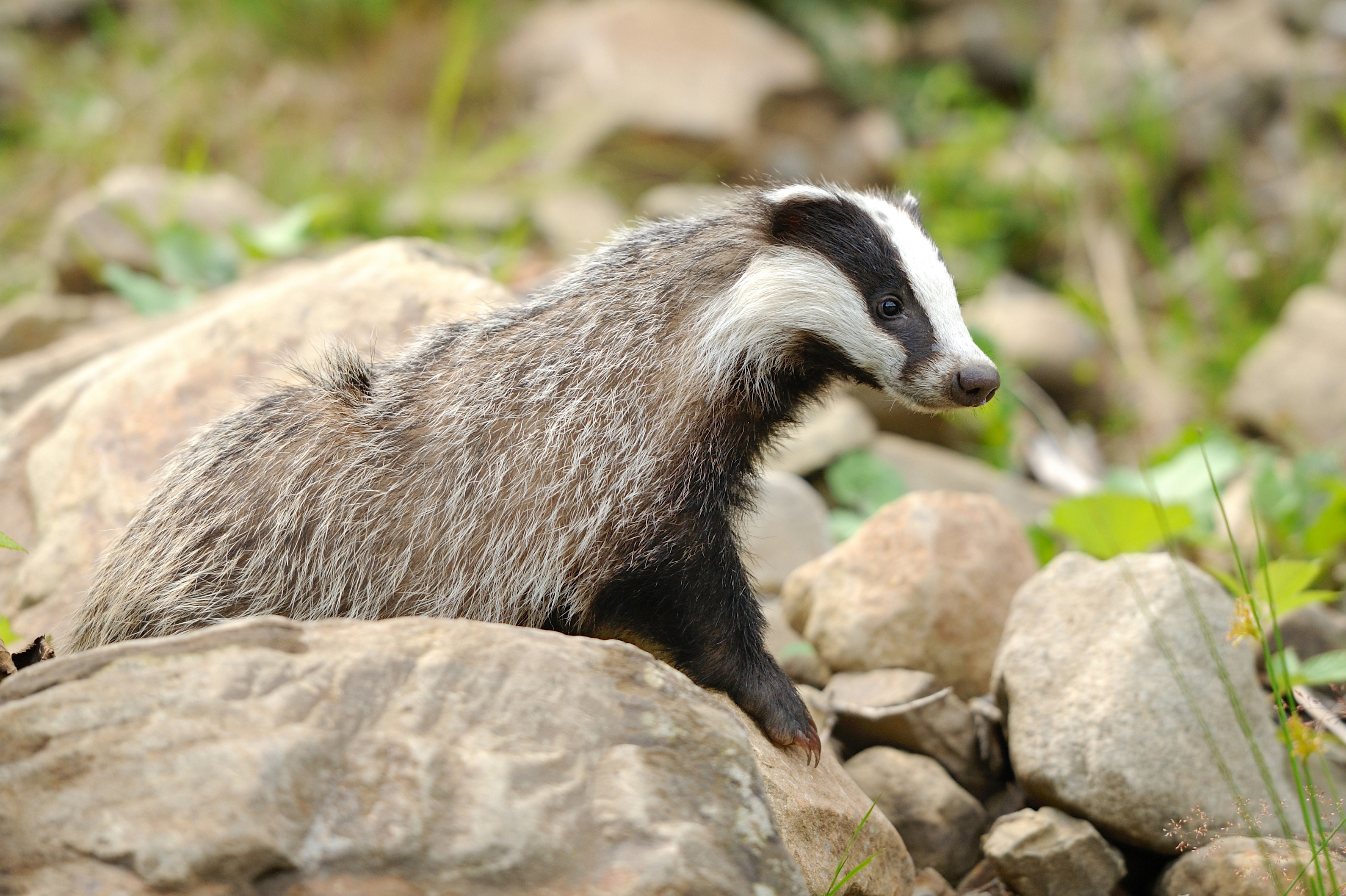
Borsuk zaobserwowany na terenie Parku

Faunę Parku klasyfikuje się jako typową dla Karpat. Reprezentowana jest przez 1721 gatunków zwierząt. Spośród nich 96 wpisano do Czerwonej Księgi Ukrainy, 19 na Europejską Czerwoną Listę, 42 do Czerwonej księgi Międzynarodowej Unii Ochrony Przyrody, 196 do załącznika do konwencji berneńskiej, 58 do konwencji bońskiej, a 27 do konwencji waszyngtońskiej.
Spośród 235 gatunków kręgowców wyróżnia się 59 gatunków ssaków. Do najbardziej charakterystycznych przedstawicieli tej grupy należą: niedźwiedź brunatny, wilk, dzik, ryś, kuna leśna, wydra europejska, borsuk, gronostaj, jeleń, sarna czy wiewiórka. Najliczniejszą gromadą kręgowców są ptaki reprezentowane przez 140 gatunków, w tym głuszca, cietrzewia, myszołowa, puszczyka i inne sowy, drozda obrożnego, liczne gatunki dzięciołów, bociany białe i czarne. Okresowo na górskich jeziorach spotykane są dzikie kaczki. Wśród płazów notowanych jest siedem gatunków, m.in. salamandra plamista, traszka górska, traszka karpacka, wśród gadów – 12 gatunków, m.in. żmija zygzakowata, żaba trawna, ropucha szara, jaszczurka zwinka, jaszczurka żyworodna. Do najbardziej charakterystycznych ryb (19 gatunków kostnoszkieletowych) należą pstrąg potokowy, lipień, czy strzebla potokowa. Spotykany jest także jeden gatunek kręgoustych.
Wśród licznych bezkręgowców do endemitów zalicza się  gatunki Allolobophora carpathica, Beskidia jankowskii, Bryaxis reitteri, Carabus irregularis montandoni, Pteryngium crenatum, Quedius transsylvanicus. W Czerwonej Księdze Ukrainy znalazły się z kolei lotnica zyska, nadobnica alpejska, wynurt lśniący i zgniotek cynobrowy.

## Cele i zadania parku
Zgodnie z treścią jego statutu, Park został utworzony w celu „zachowania, odtworzenia i racjonalnego wykorzystania zasobów naturalnych zespołów i obiektów o szczególnych walorach edukacyjnych i estetycznych” południowo-zachodnich stoków Gorganów”. Do głównych zadań Parku należy ochrona i odtwarzanie cennych obiektów przyrodniczych i kulturalnych, organizacja zrównoważonej turystyki i rekreacji, organizacja prac badawczych, monitoring ekologiczny, prowadzenie pracy edukacyjnej oraz wspieranie lokalnych tradycji, sztuki i rzemiosła przy poszanowaniu zasobów naturalnych.
Nad przestrzeganiem statutu parku narodowego czuwa Służba Państwowej Ochrony Parku.

## Turystyka
Na terytorium Parku przygotowano liczne atrakcje dla odwiedzających. Wyznaczono kilka tras pieszych: szlaków turystycznych i ścieżek edukacyjnych. W 2011 roku uruchomiono otwarte dla turystów 12-hektarowe centrum rehabilitacji niedźwiedzi brunatnych odebranych z cyrków i innych prywatnych placówek w przypadkach złego traktowania tych zwierząt. Jest to największy tego typu zakład na terenie Ukrainy.
W Parku Narodowym „Synewyr” funkcjonuje także Muzeum Lasu i Spławu, które działa przy zaporze na rzece Czornej odbudowanej w jej XIX-wiecznym kształcie po tragicznej w skutkach powodzi z 1998 roku. Odwiedzać można także skansen „Stare seło” w Kołoczawie i powiązane z nim muzea tematyczne (wojskowe, kolejowe, szkolne). Łącznie na terenie Parku znajduje się 17 obiektów o statusie pamiątki architektury (w przeważającej części są to drewniane cerkwie), np. cerkiew św. Ducha w Kołoczawie.

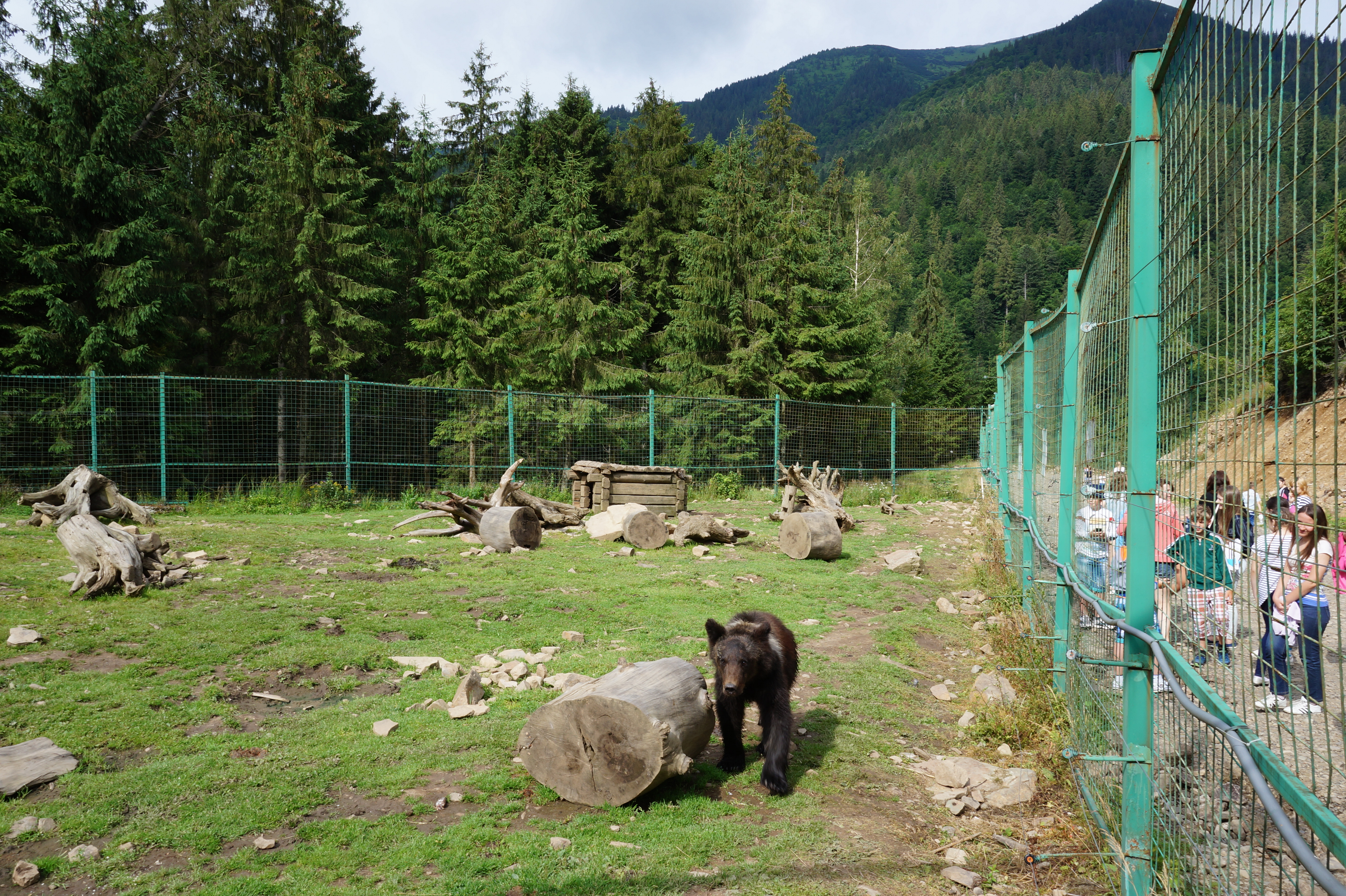
Centrum rehabilitacji niedźwiedzi
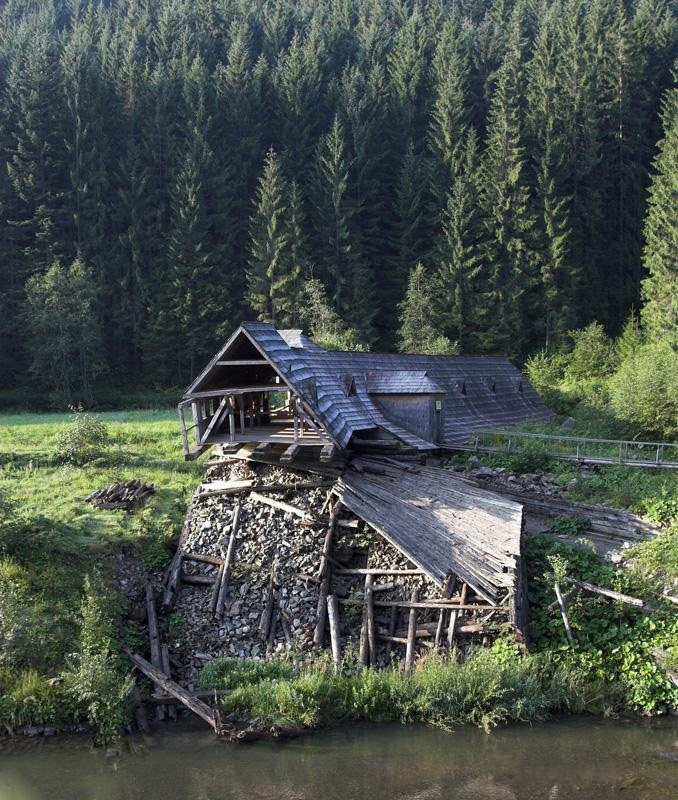
Muzeum Lasu i Spławu (po zniszczeniu przez powódź)
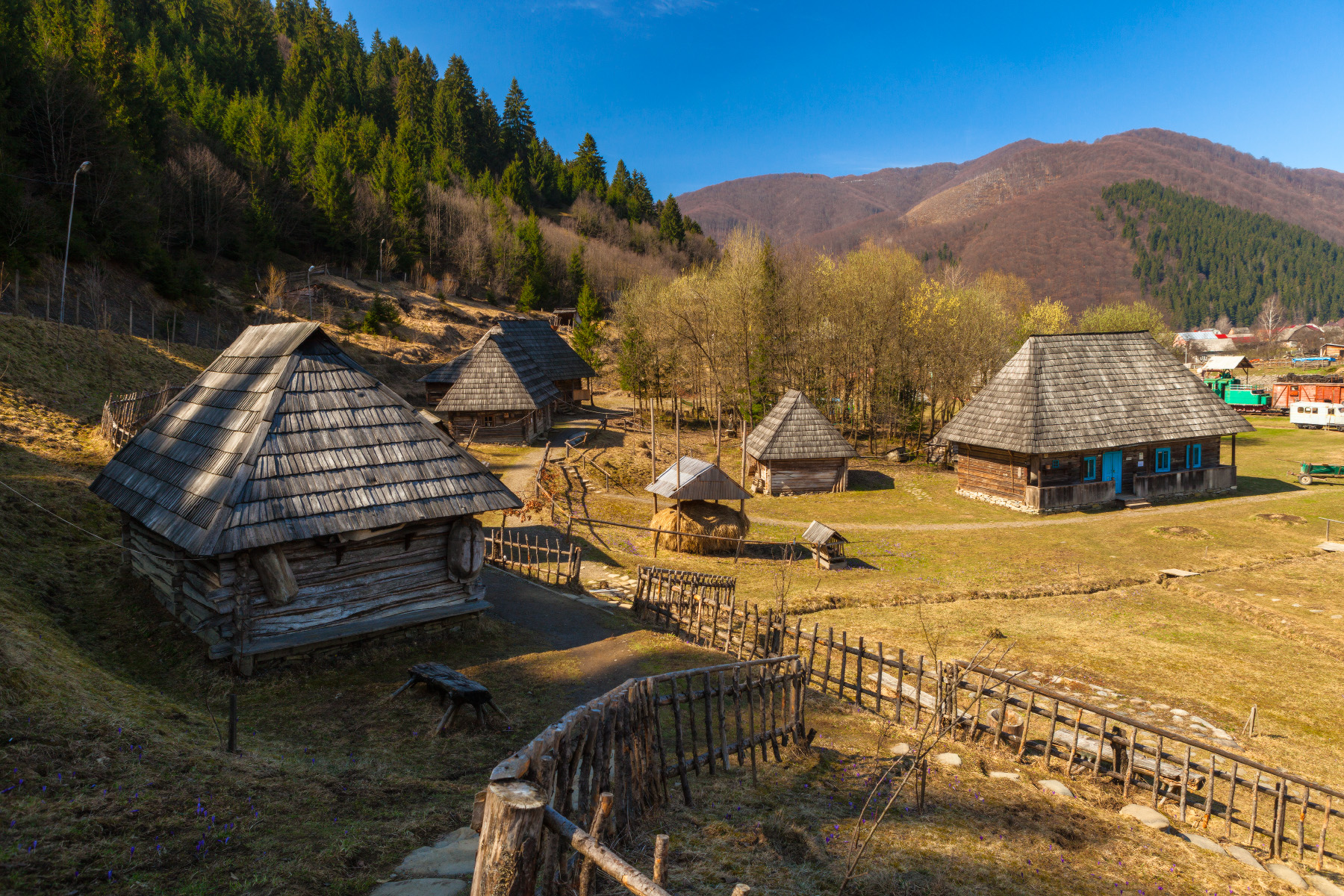
Skansen „Stare seło”
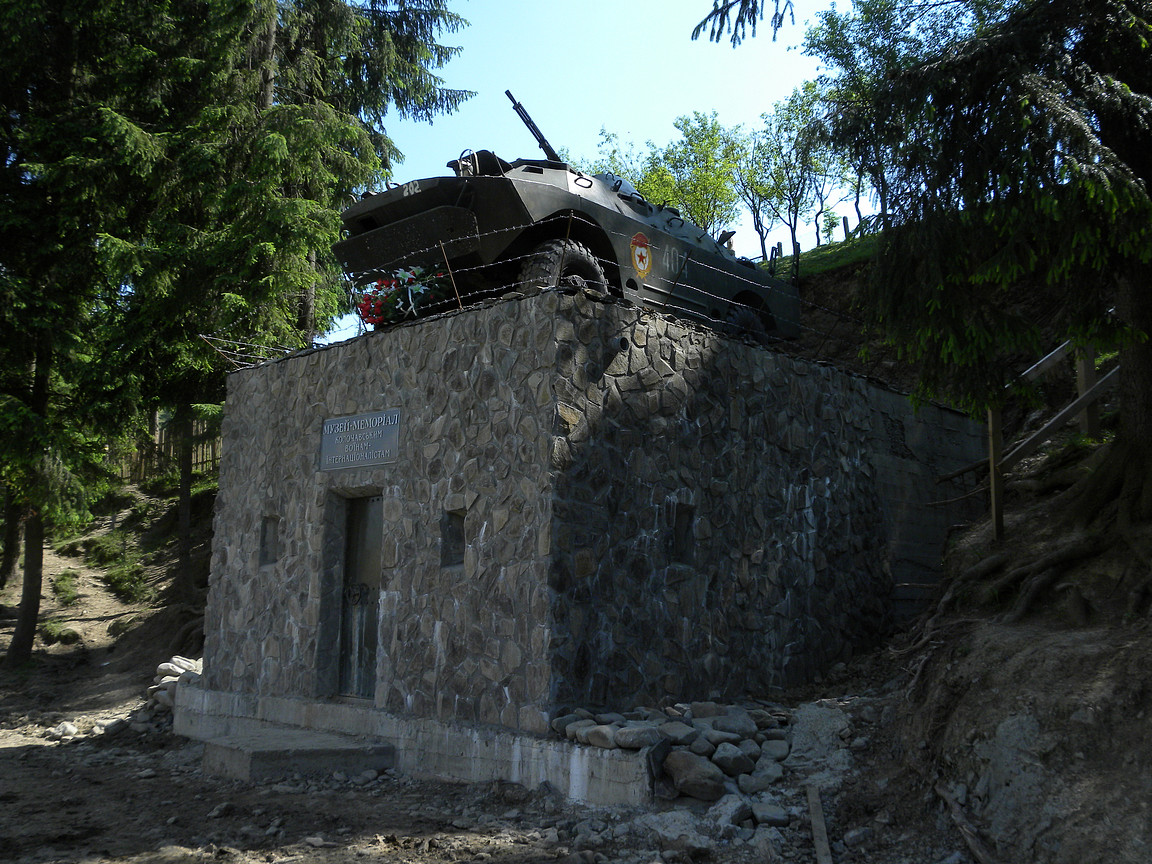
Muzeum wojskowe w Kołoczawie
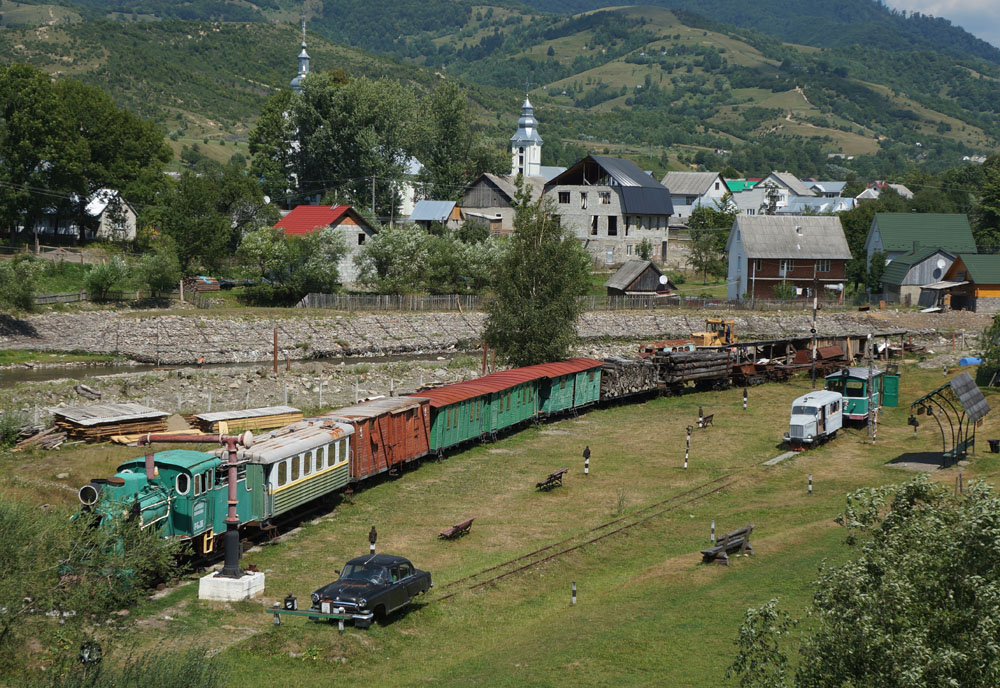
Muzeum kolejki wąskotorowej w Kołoczawie
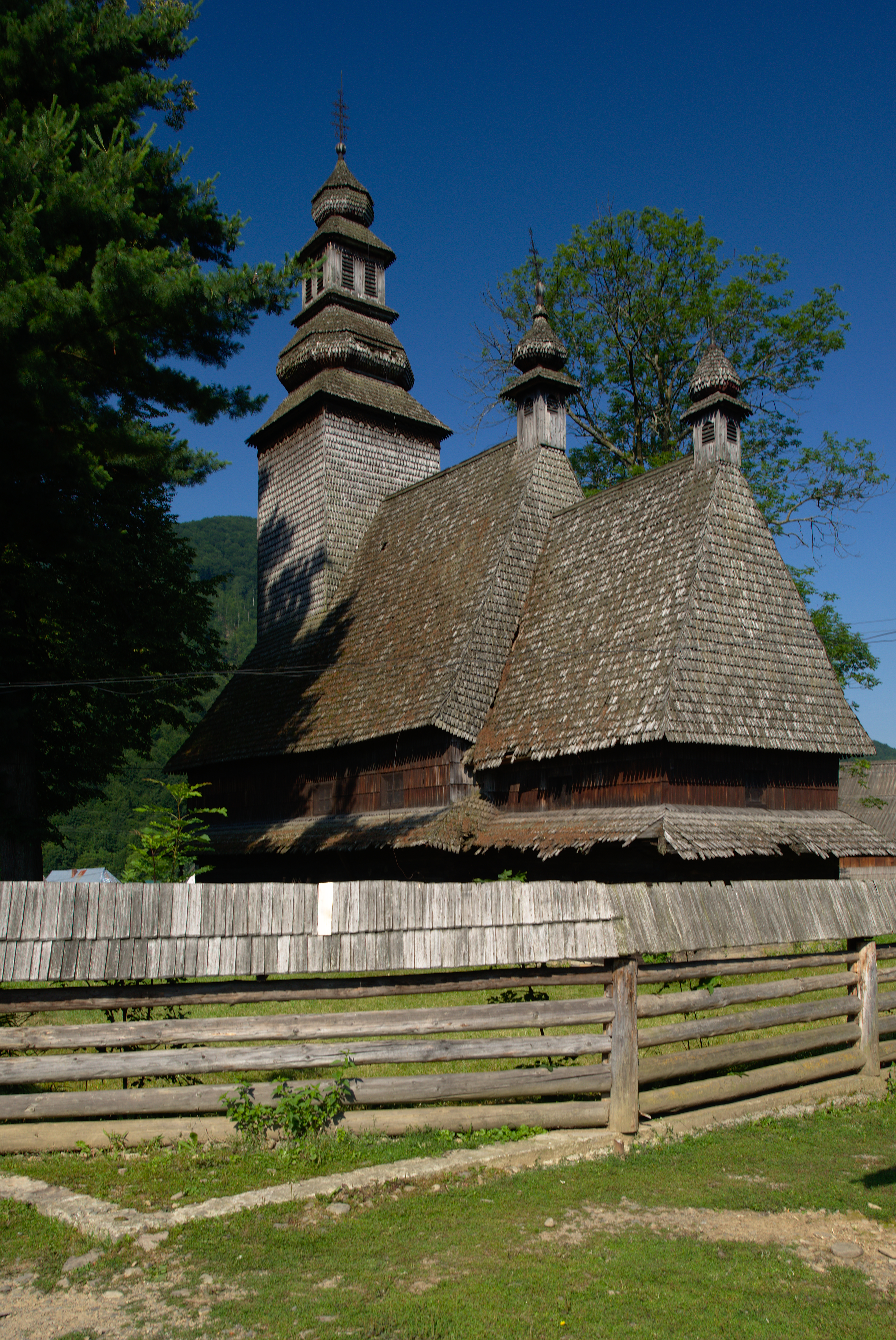
Cerkiew pw. Świętego Ducha w Kołoczawie